# Circunscripción de Ultramar (Francia)
La Circunscripción de Ultramar es una circunscripción electoral francesa utilizada cada 5 años desde 2004 durante las Elecciones al Parlamento Europeo para designar, mediante una elección de sufragio universal directo, 3 de los 72 eurodiputados (78 en 2004) que le corresponden a Francia según el Tratado de Niza de los 736 miembros del Parlamento Europeo. Fue creada en 2003 mediante la Loi Électorale n° 2003-327 del 11 de abril de 2003, como las otras 7 circunscripciones electorales francesas para las elecciones europeas. 
Agrupa a los electores de las regiones francesas de: Guadalupe, Guayana francesa, Reunión, Martinica, así como de otros territorios de Ultramar, que contaba en 2009 con 1.435.978 electores inscritos.